# WorldCat
WorldCat est la plus vaste base de données bibliographiques au monde, créée et entretenue depuis 1971 par la coopérative internationale Online Computer Library Center ou OCLC. Son nom est la contraction de l’anglais World Catalog (catalogue mondial). Elle fédère les catalogues de dizaines de milliers de bibliothèques : universitaires, publiques, nationales, spécialisées, etc.

## Portée et mission
WorldCat vise à faciliter :
- le catalogage coopératif et la normalisation des métadonnées ;
- la recherche et la découverte de documents par le public via internet ;
- le prêt entre bibliothèques (PEB) et le partage de ressources.

## Historique
- 1971 : premières notices saisies à l'université de l’Ohio (Alden Library)[2].
- 1979 : plus de cinq millions de notices bibliographiques[2].
- 2008 : prise en charge du streaming vidéo ; le catalogue s’étend bien au-delà du livre imprimé[2].
- 2024 : déploiement accéléré des identifiants données liées (WorldCat Entities) dans les notices MARC.

## Trois composantes techniques

### Le catalogue bibliographique
WorldCat centralise les informations sous la forme de notices MARC exhaustives qui décrivent l’ensemble des supports existants — livres, périodiques, DVD, photographies historiques, jeux vidéo, partitions, journaux, pages Web, objets muséaux, vidéos, etc. — et relie ces métadonnées aux ressources électroniques, aux collections imprimées et aux bibliothèques qui les rendent accessibles. 

### La base de connaissance
La base de connaissances WorldCat sert de passerelle entre les usagers et les ressources électroniques de leur bibliothèque :
- elle agrège les métadonnées des e-livres, revues, bases de données, etc., et fournit des liens normalisés qui simplifient la découverte, le partage et la gestion de ces collections ;
- indépendante de tout logiciel propriétaire, elle peut être exploitée par n’importe quel système de gestion de bibliothèque, ce qui unifie les flux de travail liés aux ressources électroniques ;
- entretenue de façon coopérative, elle réunit les notices fournies à la fois par les bibliothèques et par la plupart des grands éditeurs (EBSCO, ProQuest, Gale, Springer, Wiley, Elsevier, entre autres), ainsi que de nombreux contenus en libre accès ;
- régulièrement mise à jour, en septembre 2024, elle recensait 85 235 697 notices réparties dans 29 601 collections provenant de 679 fournisseurs[2].

### Le registre WorldCat
Le registre de WorldCat est un annuaire coopératif où chaque bibliothèque maintient ses informations pratiques — adresse, horaires, services, contacts — afin d’être facilement repérable en ligne. Les données validées sont automatiquement propagées sur WorldCat.org et vers des sites partenaires (Google Livres, Goodreads, NPR « Books We Love », Lexile Framework, etc) qui utilisent les liens « Trouver dans une bibliothèque », ce qui permet aux internautes de localiser rapidement l’établissement le plus proche possédant l’ouvrage recherché. Les profils peuvent en outre être partagés avec fournisseurs et consortiums pour garantir la mise à jour continue des coordonnées.

## Statistiques globales (31 décembre 2024)
| Indicateur                     | Valeur                     |
| ------------------------------ | -------------------------- |
| Notices bibliographiques       | 586 648 074                |
| Exemplaires (holdings)         | 3 521 359 124              |
| Langues couvertes (janv. 2025) | 488 (61 % non anglophones) |
| Scripts non latins (déc. 2024) | 59                         |
| Ajout moyen                    | ≥ 1 notice / seconde       |
| Demandes de PEB satisfaites    | 1 / seconde                |

## Données liées et identifiants
Depuis 2024, OCLC injecte massivement des URI « WorldCat Entities » dans les notices MARC afin d’ouvrir le catalogue au linked data.  OCLC coordonne aussi les fichiers d’autorité VIAF et contribue aux réseaux ISNI, permettant la désambiguïsation internationale des noms.

## Partenariat entre l'ABES et l'OCLC
L'Agence bibliographique de l'enseignement supérieur (Abes) en France collabore avec l'OCLC pour mener à bien le projet WorldCat, dans le but d'y améliorer la visibilité du Système universitaire de documentation (Sudoc). Depuis 2014, les données du Sudoc sont visibles dans WorldCat.